# 뤄이슈
뤄이슈(羅一秀(나일수), 1889년 10월 20일 ~ 1910년 2월 11일)는 중국 청(淸)나라 여성으로 초대 중화인민공화국 국가원수를 지낸 마오쩌둥(毛澤東)의 1번째 부인이다. 반청반제계파 사회운동가로 활동하였다.

## 별칭
아명(兒名)은 뤄다슈(羅大秀, 나대수)이다.

## 생애
1907년 8월 8일을 기하여 정계 은퇴한 청나라 말기 은퇴 정치가 뤄창치(羅長裿)의 5촌 조카딸인 그녀는 1907년 12월 1일을 기하여 4년 연하의 마오쩌둥(毛澤東)과 결혼하였으나 마오와의 사이에서 자녀는 없었고 마오와 결혼한지 3년 후 1910년 2월 11일 이질에 걸려 사망하였다.

## 그녀 사후마오의 결혼 생활
이후 마오쩌둥은 1920년 8년 연하의 양카이후이(楊開慧)와 재혼하였으나 슬하 3남을 얻은 후 1930년 사별하였고 이후로도 2번의 결혼과 1번의 이혼(허쯔전(賀子珍)과 3혼하였다가 이혼 후 장칭(江靑)과 4혼)을 더 하였으며 1949년 10월 1일 중화인민공화국 정부를 수립하는 대업의 성과를 이룩하였다.